# Daryl Shore
Daryl Shore (* 6. Januar 1970 in Peekskill, New York) ist ein ehemaliger US-amerikanischer Fußballtorwart und aktueller Fußballtrainer.

## Spielerkarriere

### Collegefußball
Nachdem Shore bereits in seiner High-School-Zeit als Fußballspieler aktiv gewesen war, kam er im Jahre 1989 an das Birmingham–Southern College in Birmingham in Alabama. In der dortigen Sportabteilung, den Birmingham–Southern Panthers, war er bis 1993 vier Jahre lang als Torwart aktiv und wurde in dieser Zeit unter anderem zwei Mal von der National Association of Intercollegiate Athletics, kurz NAIA, als NAIA-All American ausgezeichnet. Nachdem er im Jahre 1993 den College-Abschluss gemacht hatte, kam er bald darauf zu seiner ersten Vereinsstation, den Birmingham Grasshoppers mit Spielbetrieb in der United States Interregional Soccer League (USISL). Fünf Jahre nach seinem Abgang vom College wurde Shore aufgrund seiner Verdienste für das Collegefußballteam von den Birmingham–Southern Panthers in deren Hall of Fame aufgenommen.

### Kurzzeitiger Profitorwart
Noch vor seinem Wechsel in die USISL erreichte die Mannschaft in der ersten Spielzeit ihres Bestehens in der Southern Challenge Cup (Provisional)-Division hinter den New Orleans Riverboat Gamblers den zweiten Tabellenplatz. Nach Shores Aufnahme ins Team, agierte er sofort als 1er-Torwart im Team und erreichte mit der Mannschaft am Saisonende hinter den Louisville Thoroughbreds auf Platz 1 und den Gamblers auf Platz 2 den dritten Tabellenrang der Midsouth-Division. Zudem erhielt er in dieser Saison bei 16 Meisterschaftseinsätzen 20 Gegentreffer und wurde schlussendlich sogar zum USISL Midsouth Goalkeeper of the Year gewählt. Danach folgte im Jahre 1995 für den damals 25-Jährigen ein weiterer Wechsel innerhalb der Liga, die sich zu dieser Zeit gerade in zwei Ligen, eine Amateur- und eine Profiliga, spaltete. Diesmal ging es für ihn zu den ihm bereits bestens bekannten New Orleans Riverboat Gamblers in die USISL Pro League, die heutige USL Second Division, der zuvor genannten Profiliga der USISL. Bei den Gamblers kam Shore in der South-Central-Division in seiner ersten Spielzeit lediglich auf den fünften von sieben Plätzen.
In den nachfolgenden Spielzeit besserte sich die Leistung des Teams deutlich und so kam die Mannschaft in der neugegründeten, jedoch nur für eine einzige Spielzeit bestehenden, USISL Select League in der Central-Division der Western Conference hinter Milwaukee Rampage auf dem ersten Rang und Minnesota Thunder auf Rang 2 abermals auf den dritten Tabellenplatz. Nach der frühen Auflösung der Liga kam die Mannschaft in die A-League, die heutige USL First Division und avancierte dort zu einem Topteam. Noch in der ersten Saison in der A-League erreichte man den ersten Platz in der Central-Division mit fünf Punkten Abstand auf den Nächstrangierten, die Nashville Metros. Im U.S. Open Cup des Jahres 1997 erreichte er mit der Mannschaft die beachtliche dritte Runde, nachdem das Team in Runde 2 die Austin Lone Stars mit 1:0 in der Verlängerung besiegt hatte. In der dritten Runde schaffte es das Team allerdings nicht gegen das MLS-Franchise Dallas Burn und man schied nach einer klaren 0:3-Niederlage vom laufenden Bewerb aus. Dennoch war der Einzug in die dritte Runde des U.S. Open Cup der größte Erfolg des Vereins in diesem Bewerb.
Nachdem im November 2007 der Rechtsanwalt und Industrielle Rob Couhig, zu diesem Zeitpunkt auch Besitzer des Minor-League-Baseball-Teams New Orleans Zephyrs, das Franchise aufgekauft hatte, wurde die Mannschaft auf den neuen Namen New Orleans Storm umbenannt. Nachdem Shore mit der Mannschaft bereits im Pan American Stadium im City Park von New Orleans Heimspiele ausgetragen hatte und das Team ab 1997 im 26.500 Zuschauer fassenden Tad Gormley Stadium gespielt hatte, zog die Mannschaft in der Saison 1998 auf das Zephyr Field, dem eigentlichen Heimstadion des Baseballteams. Dort kam Shore mit der Mannschaft weiter zum Einsatz und rangierte am Ende der Saison auf dem vierten Tabellenplatz. Mit dem jungen Gary Glasgow, einem Nationalspieler von Trinidad und Tobago, hatte das Team auch einen starken Torschützen in der Mannschaft. Gleich am Ende der Spielzeit beendete Shore im Alter von 28 Jahren seine aktive Karriere als Fußballspieler und widmete sich voll und ganz seiner bereits in den Jahren zuvor begonnenen Tätigkeit als Fußballtrainer.

## Trainerkarriere

### College- und Minor-League-Fußball
Bereits in seinem Abschlussjahr am Birmingham–Southern College begann Shore als Co-Trainer des Herrenfußballteams zu arbeiten und war dort bis 1994 tätig. Nach Shores Wechsel zu den New Orleans Riverboat Gamblers war er dort nicht nur als Spieler tätig, sondern übernahm dabei auch gleich den Posten als Assistenztrainer. Das Amt des Co-Trainers hatte er schließlich bis zum Ende der Spielzeit 1997 inne, ehe er im Februar 1998 nach dem Abgang von Mike Jeffries, der forthin als Co-Trainer bei Chicago Fire engagiert war, das Amt des Cheftrainers übernahm. Kurz zuvor unterzog sich das Team einer Namensumbenennung und trat fortan unter dem Namen New Orleans Storm auf. Trotzdem gab Shore seine Torwartkarriere nicht vorzeitig auf, sondern machte in dieser Saison noch als Spielertrainer weiter. Im Januar 1999 übergab Shore sein Traineramt an Danny Rebuck und wechselte als Cheftrainer zu Lehigh Valley Steam, die ihren Spielbetrieb ebenfalls in der A-League hatten. Mit der Mannschaft erreichte er in der Endtabelle lediglich den fünften Platz in der Northeast-Division der Liga. Nach nur einer einzigen Saison wurde die Mannschaft, die unter anderem den späteren US-amerikanischen Nationalspieler Kerry Zavagnin hervorbrachte, wieder aufgelöst. Shore blieb dabei der einzige Trainer in der Vereinsgeschichte. Dennoch brachte er als neuer Trainer des Teams auch einen gewissen Erfolg mit sich und gewann nach der Generalüberholung der gesamten Mannschaft elf Spiele in einer Reihe von 16 aufeinanderfolgenden Partien.

### Zeit beim Chicago Fire
Nach seinem Abgang vom Klub aus Pennsylvania folgte er Mike Jeffries zum MLS-Franchise Chicago Fire, wo er als Torwarttrainer engagiert wurde. Dort trainierte er allerdings nicht mehr an der Seite Jeffries’, da dieser bereits als Cheftrainer von Dallas Burn aufgenommen wurde. Bei Chicago Fire erreichte Daryl Shore auch die größten Erfolge in seiner bisherigen Karriere. Bereits in seiner ersten Saison erreichte das Team den ersten Platz in der Central Conference der Regular Season und zog am Ende nach den absolvierten Play-offs in den MLS Cup des Jahres 2000 ein, wo das Team allerdings den Kansas City Wizards knapp mit 0:1 unterlag. Im Lamar Hunt U.S. Open Cup 2000 lief es jedoch besser für das Chicagoer Franchise, dabei gewann man im Finale gegen das heute nicht mehr bestehende Franchise Miami Fusion mit 2:1. Der erste volle Erfolg in Shores Profikarriere. Außerdem wurde das Team in dieser Saison beim Erhalt des MLS Supporters’ Shields (wird jährlich an die punktbeste Mannschaft der MLS in der Regular Season vergeben) Zweiter, obwohl sie punktegleich mit den Kansas City Wizards auflagen.
Ähnliches ereignete sich in der Folgespielzeit 2001, in der Daryl Shore vom Torwarttrainer zum Co-Trainer des Franchises umfunktioniert wurde, aber dennoch weiterhin auch als Torwarttrainer tätig blieb. Nachdem er am Ende der Regular Season mit dem Team abermals auf dem ersten Platz der Central Conference rangiert hatte, wurde Shore mit der Mannschaft, als es um den Erhalt des MLS Supporters’ Shields ging, ein weiteres Mal nur Zweiter, obwohl man erneut ebenso viele Punkte wie der Gewinner, in diesem Falle Miami Fusion, verzeichnen konnte. Nach einer alles in allem recht erfolglosen Saison 2002, kehrte Chicago Fire in der Spielzeit 2003 wieder auf die Siegerstraße zurück. Zum bereits dritten Mal seit Shores Vereinszugehörigkeit holte sich The Fire in dieser Spielzeit den ersten Platz in ihrer jeweiligen Conference in der Regular Season, jedoch wollte es im MLS Cup des Jahres 2003 wieder nicht klappen. Mit 2:4 wurde das Spiel im Home Depot Center von Carson gegen die in dieser Saison stark spielenden San José Earthquakes verloren. Hingegen lief es für das Team im Lamar Hunt U.S. Open Cup 2003 wesentlich besser, wo man im Finale von einer eher kleinen Kulisse von etwas über 5.000 Zuschauern die damaligen MetroStars mit 1:0 durch ein Tor von Damani Ralph besiegte. Außerdem holte sich das Team in dieser Spielzeit auch das MLS Supporters’ Shield und hatte dabei zwei Punkte Vorsprung auf die Earthquakes.
Im Folgejahr konnte mit dem Finaleinzug in den Lamar Hunt U.S. Open Cup 2004 ein weiter Teilerfolg gefeiert werden, obwohl die Meisterschaft selbst nicht sonderlich gut verlief. Im Pokalbewerb verlor die Mannschaft das Finalspiel gegen die Kansas City Wizards mit 0:1, nachdem das Tor erst in der Verlängerung gefallen war. Im CONCACAF Champions’ Cup des Jahres 2004 erreichte die Mannschaft den dritten Platz. Nach einer passablen Saison 2005, in der The Fire jedoch keinen wirklichen Erfolg verzeichnen konnte, schaffte es das Team im Lamar Hunt U.S. Open Cup 2006 erneut ins Finale und gewann dort mit 3:1 über LA Galaxy. Dies bedeutete den insgesamt vierten Pokalerfolg in der Vereinsgeschichte und zudem den dritten Erfolg in Shores Vereinszugehörigkeit. In den folgenden Spielzeiten blieben die Erfolge des Franchises allerdings aus, nachdem die Spielzeit 2007 nicht wirklich von Erfolg gekrönt gewesen war, erreichte die Mannschaft zwar in der Saison 2008 in der Regular Season den zweiten Tabellenplatz in der Eastern Conference, konnte aber dennoch in den anderen Bewerben nicht wirklich überzeugen.
Einen weiteren Teilerfolg konnte Shore mit der Mannschaft im Spieljahr 2009 verzeichnen, als er abermals den zweiten Platz in der Eastern Conference in der Regular Season erreichte. Außerdem erreichte The Fire in diesem Jahr auch das Finale der nordamerikanischen SuperLiga 2009, wo das Team erst im Elfmeterschießen gegen den mexikanischen Verein UANL Tigres ausschied und das Turnier somit als Zweitplatzierter beenden musste. Zur Saison 2010 startete Shore in seine bereits elfte Spielzeit beim Franchise aus Illinois, verließ aber noch im Laufe der Saison den Verein, um einen freien Cheftrainerposten anzunehmen. Im Laufe seiner Karriere bei Chicago Fire kam er unter allen fünf bisherigen Trainern des Franchises zum Einsatz. Dabei agierte er unter anderem neben dem aktuellen US-amerikanischen Nationaltrainer Bob Bradley, sowie neben Dave Sarachan, Juan Carlos Osorio, Denis Hamlett (war selbst von 1998 bis 2007 Co-Trainer bei Chicago Fire) und Carlos de los Cobos.

### Rückkehr nach Florida
Am 19. Juli 2010 wurde Shore der vierte Trainer in der Geschichte des zweitklassigen US-amerikanischen Profifranchises Miami FC, das sich ab dem Spieljahr 2011 in Fort Lauderdale Strikers umbenannte. Beim Südstaaten-Klub löste er den Nicaraguaner Victor Pastora als Cheftrainer ab, der das Amt selbst erst Ende Februar 2010 vom mehrfachen brasilianischen Teamspieler Crizam César de Oliveira Filho, genannt Zinho, übernahm. Nachdem er im Juni 2013 entlassen worden und daraufhin vereinslos gewesen war, übernahm er 2014 die Position als Assistenz- bzw. Torwarttrainer beim MLS-Franchise Real Salt Lake, wo er unter dem bisherigen Co- und nun zum Cheftrainer aufgestiegenen Jeff Cassar agierte.

### Weitere Tätigkeiten im Fußballbereich
Bei Chicago Fire war Shore nicht nur als Torwart- bzw. Co-Trainer aktiv, sondern hatte von 2002 bis 2010 aus das Amt des Direktors der Jugendförderung an der Chicago Fire Academy inne. Außerdem war er als Direktor des Spielerförderungsprogramms von Chicago Fire aktiv und war zudem Assistenztrainer und Vizedirektor der Spielerförderung der Chicago Fire Juniors. Daneben hat er seit dem Jahre 2000 bei InfoSport Pro Combines, einem Veranstalter von Sporttrainingscamps, das Amt des Director of Soccer inne. Außerdem besitzt Daryl Shore die USSF-„A“-License, die höchste Trainerlizenz im US-amerikanischen Fußball, die ihn dazu berechtigt alle Profiteams zu trainieren.

## Erfolge

### College- und Minor-League-Erfolge
- 2× NAIA-All American (als Torwart am Birmingham–Southern College)
- 1× USISL Midsouth Goalkeeper of the Year: 1994 (als Torwart der Birmingham Grasshoppers)
- 1. Platz in der Central-Division: 1997 (als Torwart der New Orleans Riverboat Gamblers)

### Erfolge mit Chicago Fire
- 3× Erster Platz in der Regular Season: 2000, 2001 (in der Central Conference) und 2003 (in der Eastern Conference)
- 2× Zweiter Platz in der Regular Season: 2008 und 2009 (in der Eastern Conference)
- 2× MLS-Cup-Finalist (Play-off): 2000 und 2003
- 3× Lamar-Hunt-U.S.-Open-Cup-Sieger: 2000, 2003 und 2006
- 1× Lamar-Hunt-U.S.-Open-Cup-Finalist: 2004
- Gewinner des MLS Supporters’ Shield: 2003
- Zweiter beim MLS Supporters’ Shield: 2000, 2001
- 3. Platz im CONCACAF Champions’ Cup: 2004
- 1× Finalist der nordamerikanischen SuperLiga: 2009